# 야마구치 신호소
야마구치 신호소(일본어: 山口信号所, やまぐちしんごうじょ)는 일본 사이타마현 도코로자와시에 위치했던 세이부 철도 야마구치 선의 신호소였다.
신교통 시스템으로 운행방식이 전환되기 전, 경편철도로 운행되었을 때 존재했다.

## 개요
경편 철도로 운행했을 당시 야마구치 선은 중간 역이 없었지만, 교행을 위해 신호소가 있었다. 이곳은 그러한 성격을 가졌으며, 처음에는 보통역으로 개업하였으나 유네스코 무라 역이 개업한 이후 신호장으로 격하되었다.
타는 곳은 없었으며, 통표교환만 이루어졌다.
1984년 5월 14일에 야마구치 선의 노선 변경과 신교통 시스템으로의 전환 공사로 영업이 중단되었으며, 1985년 4월 25일에 신교통 시스템 방식 전환으로 폐역이 되었다.

## 역사
- 1950년 8월 1일 : 보통역으로 개업
- 1951년 9월 16일 : 유네스코 무라 역의 개업으로 신호소로 격하. 야마구치 신호소로 역명 변경.
- 1984년 5월 14일 : 신교통 시스템으로의 공사를 위해 영업 중단.
- 1985년 4월 25일 : 신교통 시스템으로의 전환. 폐역.